# Euscorpius parthenopeius
Espèce
Euscorpius parthenopeius est une espèce de scorpions de la famille des Euscorpiidae.

## Distribution
Cette espèce est endémique de Campanie en Italie. Elle se rencontre vers Naples et sur Ischia et Capri.

## Description
Le mâle holotype mesure 34,95 mm et la femelle paratype 31,37 mm.

## Étymologie
Son nom d'espèce lui a été donné en référence au lieu de sa découverte, Parthénopé.

## Publication originale
- Tropea, Parmakelis, Sziszkosz, Balanika & Bouderka, 2014 : A new species of Euscorpius Thorell, 1876 from Naples Province, Italy (Scorpiones: Euscorpiidae). Euscorpius, no 182, p. 1-12 (texte intégral).